# Little Dragon
I Little Dragon sono un gruppo musicale svedese, formatosi a Göteborg nel 1996.

## Storia del gruppo
Il nome del gruppo è ispirato al soprannome della cantante Yukimi Nagano, nata (nel 1982) e cresciuta in Svezia ma di origine giapponese.
Il gruppo si fa conoscere nel 2006, quando pubblica un 7". Nel 2007 firma un contratto con la Peacefrog Records e pubblica l'eponimo album di debutto, ricevendo un buon riscontro da parte della critica. Nello stesso anno Erik Bodin e la Nagano collaborano con José González per l'album In Our Nature.
Il secondo album viene pubblicato nell'agosto 2009: si tratta di Machine Dreams, anch'esso accolta favorevolmente dagli addetti ai lavori.
Nel 2010 tre componenti della band partecipano all'album dei Gorillaz Plastic Beach e il gruppo si esibisce con i Gorillaz in diverse tappe del tour (Europa, Australia, Nuova Zelanda e Hong Kong).
Nello stesso anno i Little Dragon collaborano con Dave Sitek per il suo progetto solista rappresentato dall'album Maximum Balloon.
Nel 2011 il gruppo e la cantante collaborano con artisti quali SBTRKT, DJ Shadow e Raphael Saadiq.
Nel luglio 2011 viene pubblicato il terzo album Ritual Union, che entra anche nella Billboard 200.. Il brano Nightlight viene inserito nella colonna sonora di FIFA 12, mentre l'altro singolo estratto è la title track.
Nel febbraio 2014 viene annunciato il quarto album, pubblicato nel maggio seguente anche negli Stati Uniti. Il disco raggiunge la posizione #14 della Official Albums Chart. Questo album è il primo pubblicato dalla Seven Four/Republic Records. Il disco riceve una candidatura alla 57ª edizione dei Grammy Awards nella categoria "Miglior album di musica dance/elettronica".
Nell'aprile 2017, per Loma Vista Recordings, esce il quinto album in studio Season High.

## Formazione
- Yukimi Nagano – voce, percussioni
- Erik Bodin – batteria
- Fredrik Källgren Wallin – basso
- Arild Werling – tastiera
- Håkan Wirenstrand – tastiera

## Discografia

### Album in studio
- 2007 – Little Dragon
- 2009 – Machine Dreams
- 2011 – Ritual Union
- 2014 – Nabuma Rubberband
- 2017 – Season High
- 2020 – New Me, Same Us
- 2023 - Slugs of Love

### Raccolte
- 2013 – Best Of